# Witte nieswortel
De witte nieswortel (Veratrum album L.) is een uiterst giftige vaste plant die behoort tot de eenbesfamilie (Melanthiaceae) en vroeger als pijlgif werd gebruikt. De plant is een endeem in de Alpen.
De plant wordt 50 tot 150 cm hoog. De wortelstok is inwendig wit. De onderste, tot 20 cm lange bladeren zijn breedovaal en de bovenste lancetvormig. De bladeren zijn stengelomvattend.
De witte nieswortel bloeit van juni tot augustus met witte, 12 tot 15 mm grote bloemen, die in een 50 cm lange tros staan. Vooral als de zon schijnt geuren de bloemen doordringend.
De vrucht is een openspringende (dehiscente) bes.

## Giftigheid
Alle delen van de plant zijn zeer giftig. De mate van giftigheid hangt wel af van de standplaats. Planten op 700 m hoogte bevatten 1,5% alkaloïden en die op 2500 m hoogte nog maar 0,2%. Vooral in de wortelstok komen de alkaloïden protoveratrine en germerine voor.